# Gelis pavlovskii
Gelis pavlovskii là một loài tò vò trong họ Ichneumonidae.